# Холидеј Лејкс (Тексас)
Холидеј Лејкс (енгл. Holiday Lakes) град је у америчкој савезној држави Тексас. По попису становништва из 2010. у њему је живело 1.107 становника.

## Демографија
Према попису становништва из 2010. у граду је живело 1.107 становника, што је 12 (1,1%) становника више него 2000. године.
| Група             | 2000.       | 2010.       |
| Белци             | 525 (47,9%) | 426 (38,5%) |
| Афроамериканци    | 29 (2,6%)   | 19 (1,7%)   |
| Азијати           | 0 (0,0%)    | 1 (0,1%)    |
| Хиспаноамериканци | 517 (47,2%) | 657 (59,3%) |
| Укупно            | 1.095       | 1.107       |